# Altwarp
Altwarp ist eine Gemeinde im Landkreis Vorpommern-Greifswald in Mecklenburg-Vorpommern (Deutschland), die vom Amt Am Stettiner Haff mit Sitz in Eggesin verwaltet wird.

## Geografie
Altwarp liegt im äußersten Osten Mecklenburg-Vorpommerns, an der Seegrenze zur Republik Polen und ist damit der nordöstlichste Festlandspunkt Deutschlands. Das Gebiet um Altwarp bildet eine Halbinsel am Südufer des Stettiner Haffes, am schmalen Zugang zum Neuwarper See. 800 Meter südwestlich von Altwarp befindet sich das etwa 0,35 h große Gewässer „Großes Moor“. Einzige deutsche Nachbargemeinde von Altwarp ist Vogelsang-Warsin im Südwesten. Nahe dem Ortszentrum befindet sich ein Sandstrand.
Die Landschaft am Haff ist waldreich. Neben dem Tourismus bestimmen die Fischerei und der Hafen das Geschehen im Ort.
Zur Gemeinde gehört der Ortsteil Siedlung Altwarp.

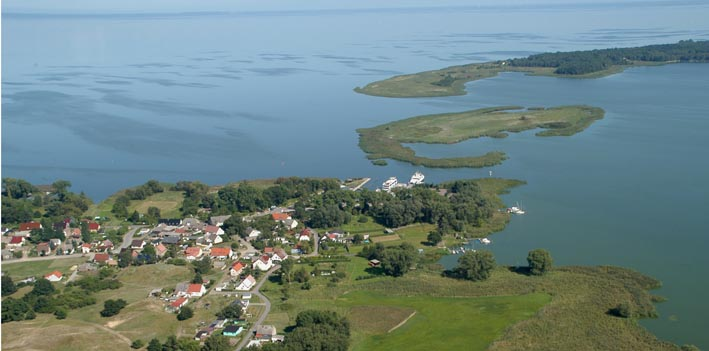
Luftbild (Blickrichtung nach Polen)

## Geschichte
1136 wurde Altwarp erstmals in einer Urkunde erwähnt. Das Wort Warp bedeutet so viel wie Ankerplatz. 1848 waren in Altwarp fünf Handelsschiffe beheimatet.
Von 1938 bis 1945 war die Gemeinde Truppenübungsplatz mit See-Luft-Schießplatz, kurzzeitig befanden sich hier Einheiten des Afrikakorps. Das gesamte Dorf musste geräumt werden, die Einwohner wurden ans andere Ufer nach Neuwarp (heute Nowe Warpno) umgesiedelt. Nur einige Bedienstete der Wehrmacht blieben in Altwarp. Neben drei Truppen-Barackenlagern befand sich in Altwarp ein Kriegsgefangenenlager als Außenlager des in Stargard in Pommern liegenden Stammlagers IID für französische, belgische und sowjetische, später auch italienische Kriegsgefangene. 1944 wurden Einheiten der Wlassowarmee in Altwarp ausgebildet. Nach kurzer Nutzung durch die Rote Armee im Mai/Juni 1945 wurden die Lager 1946 und 1947 als Quarantänelager für Flüchtlinge vor allem aus den tschechischen Kreisen Aussig und Reichenberg im Sudetenland genutzt.
Nach dem Zweiten Weltkrieg kehrten die Bewohner zurück.
Am 1. Juli 1950 wurde Altwarp nach Vogelsang eingemeindet. Am 1. Januar 1951 wurde es aus der Gemeinde Vogelsang wieder ausgegliedert.
Ab 1952 war Altwarp wiederum militärischer Standort. Bis 1961 waren Teile einer Panzerdivision der NVA hier stationiert, danach eine Flugabwehr-Raketenabteilung und Einheiten der Luftverteidigung. Nach der Deutschen Wiedervereinigung wurde der Standort 1991 aufgelöst.

## Politik

### Gemeindevertretung und Bürgermeister
Der Gemeinderat besteht (inkl. Bürgermeisterin) aus 6 Mitgliedern. Die Wahl zum Gemeinderat am 26. Mai 2019 hatte folgende Ergebnisse:
| Partei/Bewerber             | Prozent | Sitze |
| --------------------------- | ------- | ----- |
| Einzelbewerber Bauer        | 25,89   | 1     |
| Einzelbewerberin Bocklage   | 21,50   | 1     |
| Einzelbewerber Schoenke     | 13,66   | 1     |
| Einzelbewerber Lingner      | 9,98    | 1     |
| Einzelbewerberin Ottenstein | 9,86    | 1     |
| Einzelbewerber Kunath       | 9,62    | 1     |

Bürgermeisterin der Gemeinde ist Inge Bocklage, sie wurde mit 62,77 % der Stimmen gewählt.

### Dienstsiegel
Die Gemeinde verfügt über kein amtlich genehmigtes Hoheitszeichen, weder Wappen noch Flagge. Als Dienstsiegel wird das kleine Landessiegel mit dem Wappenbild des Landesteils Vorpommern geführt. Es zeigt einen aufgerichteten Greifen mit aufgeworfenem Schweif und der Umschrift „GEMEINDE ALTWARP * LANDKREIS VORPOMMERN-GREIFSWALD“.

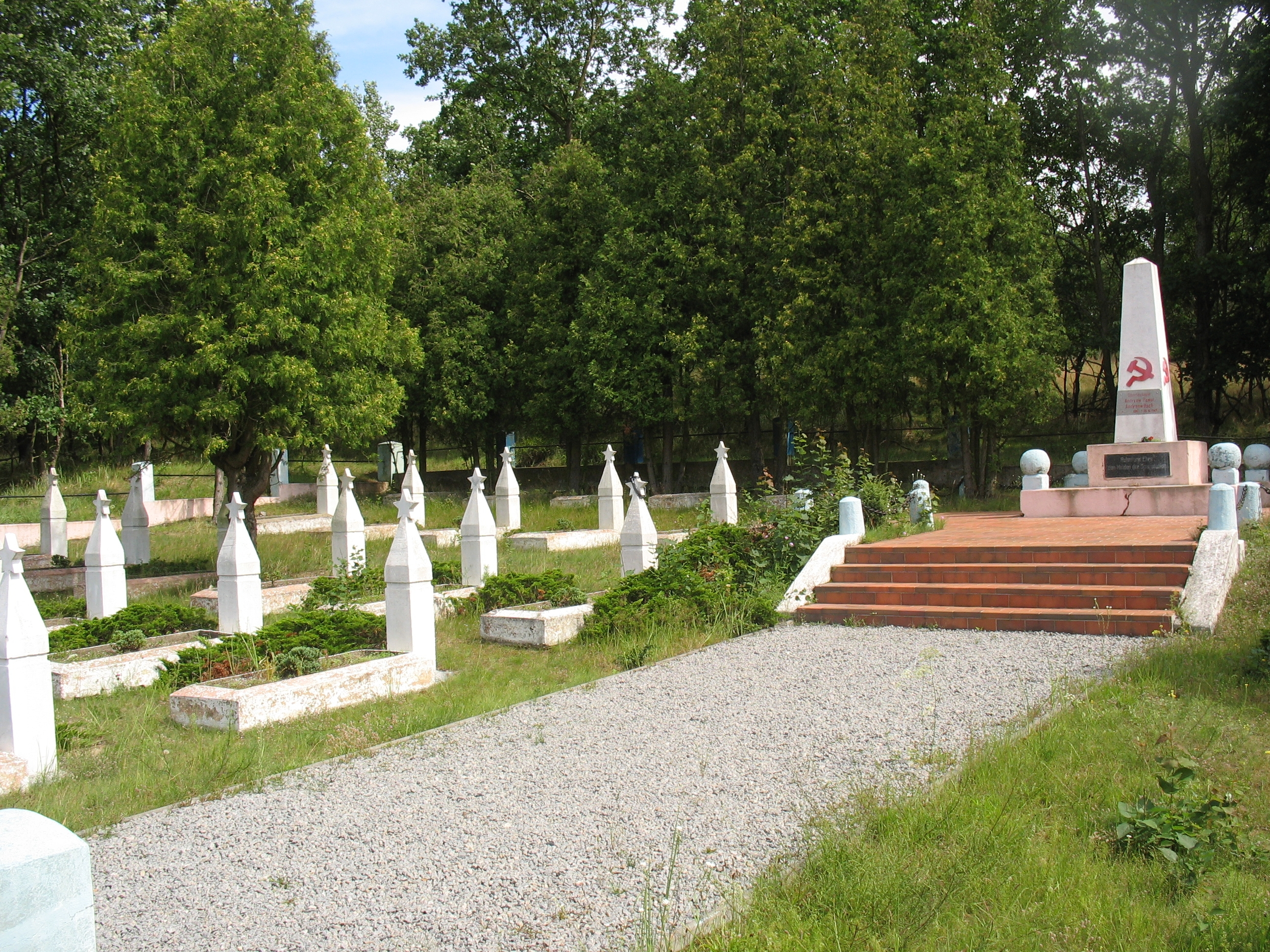
Sowjetischer Ehrenfriedhof Altwarp

## Sehenswürdigkeiten
- Separater Glockenstuhl: 1749 nach Blitzschlag wiederaufgebaute Kirche ohne Turm
- Wacholdertal: ungewöhnliche Anhäufung von Wacholdersträuchern in einem Kiefernwald
- Naturschutzgebiet Altwarper Binnendünen, Neuwarper See und Riether Werder, darin Binnendünen mit gutem Blick auf den Neuwarper See und die Insel Riether Werder
- Sowjetischer Ehrenfriedhof im Wald bei Altwarp, auf dem in 79 Gemeinschaftsgräbern 200 umgekommene Kriegsgefangene ruhen
- Fährhafen nach Neuwarp (Polen)

## Verkehrsanbindung

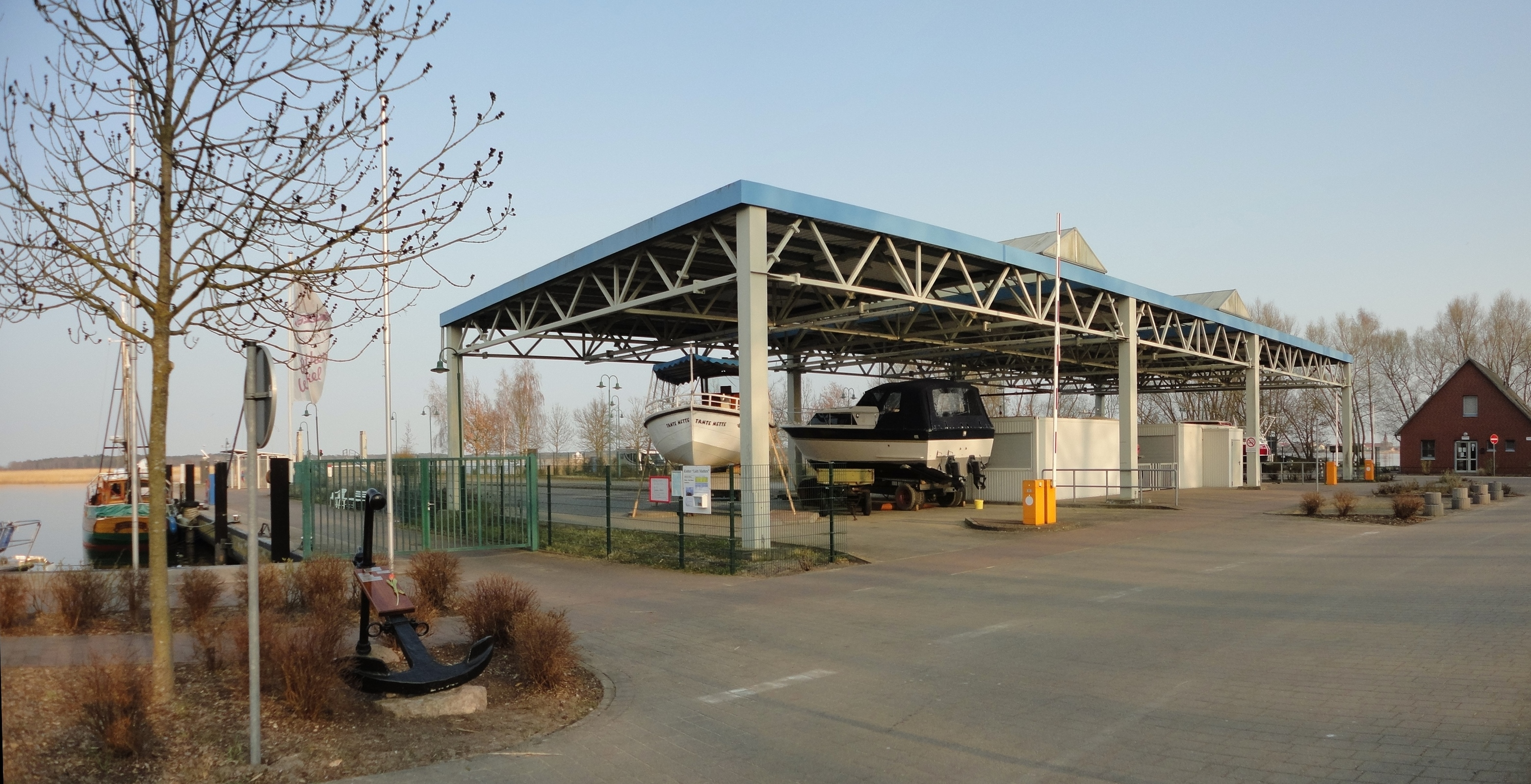
Ehemalige Grenzstation

Altwarp liegt etwa 15 Kilometer östlich von Ueckermünde, wo auch ein Eisenbahnanschluss besteht.
1991 wurde der zollfreie Verkehr nach Polen eingeführt. 1996 begann ein reger „Butterschiffsverkehr“ von Altwarp nach Nowe Warpno (Neuwarp). 1996 übernahm vor allem die Reederei Adler-Schiffe den Verkehr, ein neu gebauter Fähranleger erleichterte den Verkehr.
1999 wurde mit dem Bau eines neuen Fähranlegers eine Fährmöglichkeit auch für Kfz von Altwarp nach Nowe Warpno geschaffen. Die neu fertiggestellte Grenzstation mit den Abfertigungsanlagen ging aber nicht mehr in Betrieb. 2004 trat Polen der EU bei und der Verkehr mit zollfreien Waren wurde beendet. Damit halbierte sich das Fähraufkommen und Schiffe wurden abgezogen. Die Grenzkontrollen wurden nach dem Schengener Abkommen im Dezember 2007 beendet. Der Personenverkehr ging immer weiter zurück. Deshalb wurde der Schiffsverkehr ab 2011 kurzzeitig aufgegeben und 2012 von einem neuen Unternehmen mit dem alten Fischtrawler Lütt Matten wieder aufgenommen.

## Persönlichkeiten
- Johannes Sontag (1884–1941), deutscher Marine-Arzt
- Auguste Gehre (1898–1972), deutsch-US-amerikanische Gerechte unter den Völkern
- Birgit Schwebs (* 1962), deutsche Politikerin (Die Linke), Mitglied des Landtages von Mecklenburg-Vorpommern 1998–2011

## Trivia
In dem Kriminalroman „Unter dem Moor“ von Tanja Weber werden der ortsansässige Rockerclub und eine Pension mit Regenbogenfahne im Garten erwähnt. Beide Örtlichkeiten sind im realen Leben Schauplatz von tätlichen, wahrscheinlich homophoben Angriffen, deren anschließende juristische Aufarbeitung das Interesse der Öffentlichkeit geweckt haben.